# Ignaz Schwinn

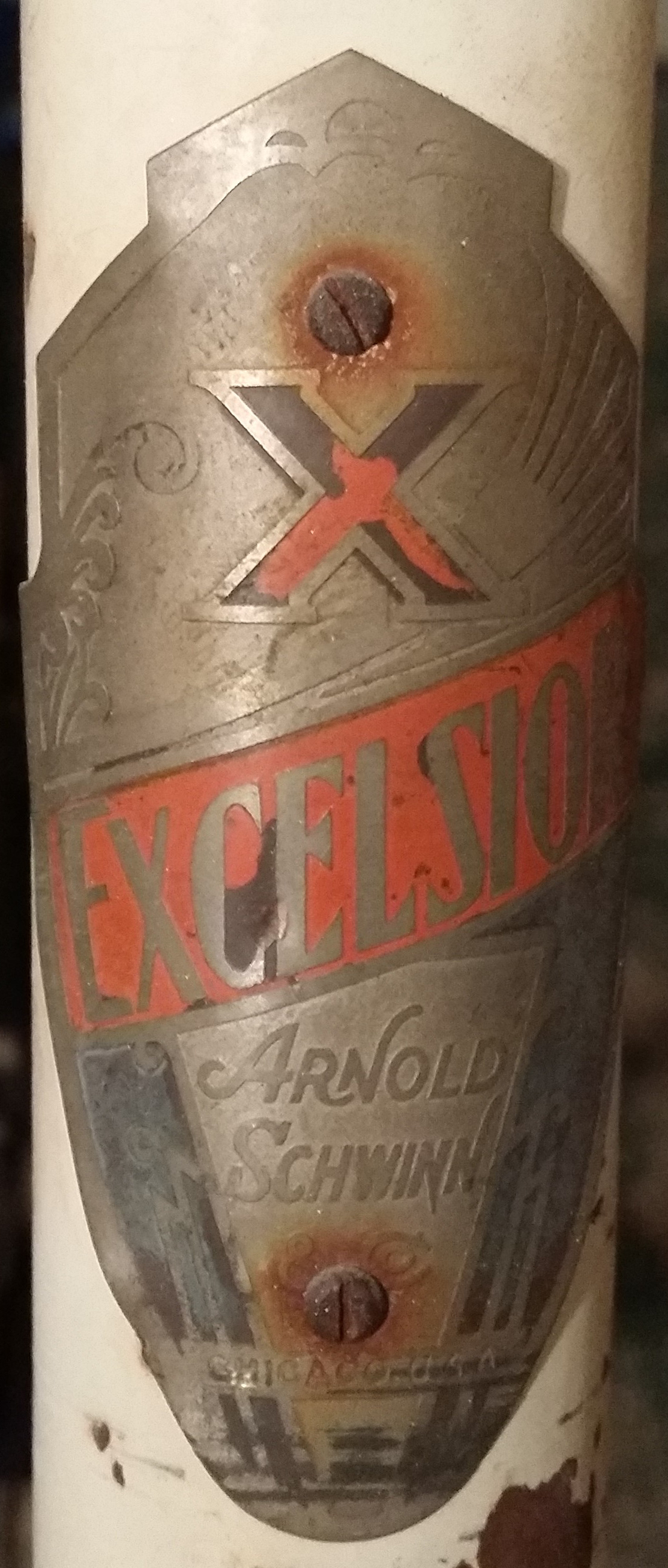
Badge de fourche Arnold Schwinn

Ignaz Schwinn (1860-1948) est un concepteur, le cofondateur et propriétaire de la Schwinn Bicycle Company.

## Biographie
Ignaz Schwinn est né en 1860 en Grand-duché de Bade dans la ville de Hardheim. Durant sa jeunesse il compléta son apprentissage en mécanique, et peu après devint réparateur itinérant de vélos .

### Les débuts en Allemagne
Au moment où Schwinn commençait son apprentissage, le Grand-bi était la grande tendance en matière de conception de vélos. À cette époque, les vélos étaient en retard sur la technologie de la chaîne de transmission, ce qui signifiait que chaque coup de pédale faisait avancer d’une rotation la roue. Malgré le fait qu'une grande roue signifiait une grande rotation, une conduite plus rapide et plus efficace, elle demeurait dangereuse. Schwinn passa beaucoup de temps au début de ses vingt ans à travailler sur la conception du vélo classique, tout en étant attiré par les nouvelles conceptions innovantes conçus par l'Anglais James Starley. Le vélo de Starley avait une roue avant de taille réduite et un concept moderne de chaîne avec des vitesses, un modèle qui commençait à ressembler beaucoup aux vélos contemporains. Pendant son temps libre, Schwinn travaillait sur ce vélo en ajoutant et en améliorant le concept jusqu'au jour où il décida de montrer ses propres dessins à un homme d’affaires du nom de Henrick Kleyer. Kleyer embaucha Schwinn et ils produisirent ensemble l'un des tout premiers vélos sécurisé en Allemagne .
Un an après avoir aidé Kleyer à construire une nouvelle usine, les deux hommes se brouillèrent, apparemment au sujet d'un frein à rétropédalage. Cet évènement fut un facteur déterminant dans le départ de Schwinn et de sa femme Helen pour l’Amérique . Ils arrivèrent à Chicago en 1891 ou la popularité de la bicyclette était alors en plein essor.

### L'arrivée à Chicago
En 1894 Schwinn rencontra fortuitement Adolf Fredrick William Arnold, un homme d’affaires d’origine allemande qui allait changer le cours de sa vie. Celui-ci, après avoir cofondé en 1864 le marché de la viande Arnold Brothers, était devenu un investisseur très prospère à Chicago, ainsi que le président de la Haymarket Produce Bank. Arnold entrevit une grande opportunité aux vues des ventes et de la popularité grandissante du vélo .
En 1895, Schwinn fonda la société Arnold Schwinn & Company  avec Arnold comme soutien financier et non comme partenaire opérationnel. Schwinn dirigeât les affaires dès le début, mais eut le bon sens de laisser à Arnold la meilleure place. Avec plus de 300 fabricants concurrents et une offre écrasante qui maintenait les prix bas des bicyclettes, Schwinn devait également rester vigilant et pertinent. Pour susciter l'enthousiasme des revendeurs dans la nouvelle société, Schwinn eu l'idée d'organiser un concours pour créer un nouveau nom commercial. Quatre concessionnaires différents proposèrent le nom de «World». Schwinn apprécia la force, la longévité et le prestige du nom et décerna 100 dollars aux quatre gagnants pour leurs efforts .
En 1899, il acquit la March Davis Bicycle Company, construisit une nouvelle usine et refusa intelligemment de fusionner avec l'American Bicycle Company. Bien que cette société représentait à cette époque 75% du commerce de la bicyclette, elle fut déclarée en faillite en 1903. Toutes ces décisions permirent finalement à Schwinn et Arnold de survivre à la «faillite de la bicyclette» alors imminente.

### Début de la moto
En 1903, Henry Ford présenta sa voiture modèle A et deux ans plus tard, il était évident que les adultes avaient cessé de faire du vélo leur moyen de locomotion préféré. Les ventes chutèrent et seulement une douzaine d'entreprises survécurent. La demande de bicyclettes stagnant, Schwinn augmentait cependant sa part de marché en rachetant de petites entreprises concurrentes. En 1908 il racheta finalement les parts d'Arnold dans la société devenant ainsi l'unique propriétaire .
En 1911, Schwinn racheta Excelsior Motor Manufacturing & Supply Company, un achat opportun puisque l’activité motos allait exploser au cours des 20 prochaines années. Excelsior acquit rapidement une renommée après que son modèle Excelsior X fut enregistré à une vitesse record de 160 km/h en 1912. Schwinn trouvait une nouvelle motivation avec cette entreprise dans ce nouveau secteur d’activités. En 1914, il construisit ce qui était alors la plus grande usine de motos au monde. La même année il racheta Henderson Brothers Motorcycle Company, une marque populaire mais non rentable et fusionna les deux marques pour créer Excelsior-Henderson. Cette nouvelle marque de motos devint rapidement réputée pour son excellente technologie et son allure de luxe qui permirent à Excelsior-Henderson de devenir l'un des trois plus gros fabricants de motos derrière Harley-Davidson et Indian.

### La compétition
Schwinn fut convaincu par Joe Petrali, le fameux pilote moto, de relancer Excelsior en compétition. Il aida la compagnie à concevoir plusieurs moteurs de course qui s'avérèrent être un grand succès entre les mains de pilotes talentueux. Fait unique, Schwinn accepta de laisser Petrali piloter sa propre Harley-Davidson sur des pistes où il pensait qu'elle était plus compétitive que ses propres machines. En 1927, Petrali remporta pour Excelsior son premier championnat des 10 km AMA sur piste de terre devant les pilotes Harley sur le Milwaukee Mile. En 1929, à Muskegon, Michigan, Petrali remporta pour la firme les championnats nationaux de Hill-Climbing sur des Excelsior de 737 cm3 et la grosse Excelsior de 1 000 cm3 construite sur mesure, affectueusement surnommé "Big Bertha".

### Fin de la moto
À l’instar de la tendance en matière de bicyclette, le boom de la motocyclette commença rapidement à ralentir dans les années 1920. En 1929, le krach boursier et la Grande Dépression qui en résultèrent firent chuter les ventes de motos. Bien que ces événements n'aient pas eu d'effet pour Excelsior-Henderson, Schwinn prit une décision irrévocable en 1931 par peur des risques de récession économique. Après 20 ans d'activité, et malgré d’excellents résultats et perspectives, il décida de cesser de produire des motos pour se concentrer sur la production de bicyclettes de la Schwinn Bicycle Company (plus importants fabricants de bicyclettes des États-Unis jusqu’à ce jour). À l'été 1931, Schwinn convoqua ses chefs de département à une réunion au siège d’Excelsior. Il leur dit carrément, sans aucune indication préalable : « Gentlemen, today we stop. » (« Messieurs, aujourd'hui nous arrêtons. »). Schwinn estimait que la dépression pourrait facilement durer huit ans et même s'aggraver. Malgré un carnet de commandes bien rempli, il choisit ainsi de réduire radicalement ses engagements commerciaux à son cœur d'activité, la fabrication de vélos. Toutes les opérations chez Excelsior prirent définitivement fin en septembre 1931.
Ignaz Schwinn poursuivit ses activités durant la Seconde Guerre mondiale. Même s'il conserva son titre de président de la société et qu'il joua un rôle important dans de nombreuses décisions, il commença à confier à son fils Frank W les rênes de l'entreprise. Le nom de la compagnie fut changé pour Schwinn Bicycle Company et sa renommée grandit pour atteindre une reconnaissance nationale sur le marché .
Ignaz Schwinn meurt en 1948 d'un accident vasculaire cérébral .
En 1998 il est intronisé au Motorcycle Hall of Fame.

## Modèles historiques

### Vélos
- 1933 : Schwinn B-10E
- 1935 : Aerocycle
- 1936 : Schwinn “Excelsior” Autocycle
- 1939 : Cycle Truck (vélo cargo)
- 1949 : Schwinn Black Phantom
- 1960 : Varsity
- 1963 : Sting-Ray

### Motos

#### Excelsior
- 1910 : Modèle Excelsior BigX
- 1925 : Modèle Excelsior Super X

#### Henderson
- 1920 : Modèle K
- 1922 : Modèle DeLuxe
- 1928 : Modèle The Last DeLuxe
- 1929 : Modèle KJ ou Henderson Streamline
- 1930 : Modèle KL Special